# Cece Delgado
Cece Delgado, (La Paz, segunda mitad del siglo XX) es una artista boliviana, historietista y escritora. Nació en la ciudad de La Paz, creció, estudió y trabajó en la ciudad de Santa Cruz.

## Trayectoria
Delgado publicó sus primeros cómics en revistas bolivianas el año 2007. En 2009 ganó una beca junto a siete jóvenes artistas bolivianos para participar en un intercambio cultural para ser parte del taller de trabajo de animación de Dinamarca (The Animation Workshop). Esta experiencia dio como resultado la producción del cortometraje animado de la leyenda ayorea la Abuela Grillo.  
En 2010 presentó el primer cómic de Keila y Keisy con un evento de apertura de la semana del cómic en las instalaciones del Centro Simón I. Patiño de Santa Cruz. Durante estos años Cece ha desarrollado una saga de historias con estos personajes, entre el cómic y la narración. En 2012 llevó este proyecto al audiovisual ganando el premio de mejor cortometraje nacional ficción en el Festival Internacional de Cine de Santa Cruz- FENAVID.
El 2016 publicó el libro de cuentos El viaje de la noche en el que exploró la narrativa de fantasía con temas filosóficos. Durante el 2019 fue diagnosticada con el síndrome de Asperger, en ese mismo año presentó el cómic experimental Drama Pink. Este trabajo se realizó en colaboración con la artista Stephanie Clark de México. En Drama Pink se exploran diversos conceptos relacionados al autismo y la perspectiva femenina. 
Actualmente continua su trabajo en ilustración, diseño, escritura y ha participado de proyectos de bien social.